# 히트맨 2 (2018년 비디오 게임)
《히트맨 2》(Hitman 2)는 IO 인터랙티브가 개발하고 워너 브라더스 인터랙티브 엔터테인먼트가 배급한 2018년 잠입 게임이다. 《히트맨》의 일곱 번째 본편으로, 2016년작 《히트맨》의 후속작이자 〈암살의 세계〉 삼부작의 두 번째 작품이다. 마이크로소프트 윈도우, 플레이스테이션 4 및 엑스박스 원 플랫폼으로 개발돼 2018년 11월 13일 출시됐다.
전작 《히트맨》에서 시작된 에이전트 47의 이야기를 계속하며, 국제적인 그림자정부 집단 '프로비던스'와 이에 대적하는 '유령 의뢰인'을 추적하며 암살을 수행하는 내용을 다뤘다. 일인용 모드 이외에 2명이서 플레이하는 스나이퍼 어쌔신과 고스트 모드가 존재하나 이에 대응하는 서버가 중단됐다. 스나이퍼 어쌔신은 일인용으로 대체플레이가 가능하다.
발매 당시 총 6종의 지역(뉴질랜드, 마이애미, 콜롬비아, 뭄바이, 버몬트 및 가상의 대서양 섬 스게일)이 수록됐으며 출시 후 업데이트에서 뉴욕시와 몰디브 2종이 추가됐다. 전작 《히트맨 (2016)》이 기대 이하의 성적을 거두면서 배급사 스퀘어 에닉스는 개발사 IO 인터랙티브를 매각했는데, 이때 IO는 경영자인수로 시리즈 판권을 소유한 독립개발사로 전환했다. 이 당시 《히트맨 2》 개발이 25% 정도 진척됐는데, 현금흐름이 대폭 감소하면서 기존 직원의 절반 가량을 해고하고 게임 규모를 하향조정해야 했다. 전작의 개발도구를 재활용하면서 개발기간을 단축해 21개월만에 제작완료할 수 있었다. 전작의 에피소드식 출시구조를 폐지하면서 《히트맨 2》는 발매 즉시 한번에 플레이할 수 있었다.
출시 직후 《히트맨 2》는 대체적으로 긍정적인 평가를 받았다. 다양한 지역, 샌드박스 디자인, 개선된 게임플레이, 재치있는 유머와 암살기회는 장점으로 꼽혔으나 이야기와 다인용 모드는 복합적인 반응을 받았다. 《히트맨 2》의 판매수익은 개발비를 회수할 만큼의 수치였으나 당시 타 게임과의 경쟁으로 인해 성적은 기대 이하였다. 2021년 1월, 〈암살의 세계〉 삼부작을 완결지은 후속작 《히트맨 3》가 발매됐다. 2023년 1월, 《히트맨 3》가 《히트맨: 암살의 세계》로 개명되며 해당 게임에서 《히트맨 2》를 무료로 수록함에 따라 본작을 상점에서 판매중지했다.

## 게임플레이
히트맨 2의 게임플레이는 액션 어드벤처 스텔스 기반 게임이라는 점에서 전작 게임과 비슷하며 플레이어는 3인칭 시점에서 ICA(국제계약기관, International Contract Agency)에서 일하는 연쇄살인 계약요원 47을 통제하며 세간의 이목을 끄는 범죄 표적들을 제거하기 위해 전 세계 다양한 지역으로 여행을 떠난다. 이 게임은 8개의 미션이 있으며 구별된 지역에 설정되어 있다. 게임의 미션들은 (순서대로) 뉴질랜드의 호크스베이 지방, 마이애미의 경마장, 콜롬비아 산타 포르투나(Santa Fortuna)의 가공의 지역, 뭄바이의 슬럼가, 가공의 버몬트주 접경지역, 대서양 어딘가의 가공의 스가일(Sgàil)섬, 뉴욕의 가공의 밀튼 피츠패트릭(Milton-Fitzpatrick) 은행, 몰디브의 가공의 헤이븐섬 휴양지에서 주어진다.

## 출시
게임은 2018년 6월 7일 워너 브라더스 인터랙티브 엔터테인먼트의 생방송에서 발표되었다.
히트맨 2는 2018년 11월 13일 발표되었으나 WB 온라인 스토어를 통해게임의 골드 에디션이나 컬렉터스 에디션을 직접 사전주문한 고객들은 4일 일찍(11월 9일) 게임에 접근할 수 있었다
| 기능          | 기능                            | Standard Edition | Steelbook Edition (유럽, 오스트레일리아 전용) | Silver Edition | Gold Edition | Collector's Edition (유럽 PC 에디션에만 해당) |
| ------------- | ------------------------------- | ---------------- | --------------------------------------------- | -------------- | ------------ | --------------------------------------------- |
| 히트맨 2      | 히트맨 2                        | 예               | 예                                            | 예             | 예           | 예                                            |
| 디지털 콘텐츠 | Sniper Assassin Mode            | 예               | 예                                            | 예             | 예           | 예                                            |
| 디지털 콘텐츠 | ICA 19 Black Lily pistol        | 아니요           | 아니요                                        | 예             | 예           | 예                                            |
| 디지털 콘텐츠 | Italian black leather briefcase | 아니요           | 아니요                                        | 예             | 예           | 예                                            |
| 디지털 콘텐츠 | Expansion 1                     | 아니요           | 아니요                                        | 예             | 예           | 예                                            |
| 디지털 콘텐츠 | Main Game Early Access          | 아니요           | 아니요                                        | 아니요         | 예           | 예                                            |
| 디지털 콘텐츠 | Expansion 2                     | 아니요           | 아니요                                        | 아니요         | 예           | 예                                            |
| 디지털 콘텐츠 | Concussive rubber duck          | 아니요           | 아니요                                        | 아니요         | 예           | 예                                            |
| 디지털 콘텐츠 | Midnight Black suit             | 아니요           | 아니요                                        | 아니요         | 예           | 예                                            |
| 물리 콘텐츠   | Gun case replica                | 아니요           | 아니요                                        | 아니요         | 아니요       | 예                                            |
| 물리 콘텐츠   | Steelcase                       | 아니요           | 아니요                                        | 아니요         | 예           | 예                                            |
| 물리 콘텐츠   | Bullet keyring                  | 아니요           | 아니요                                        | 아니요         | 아니요       | 예                                            |
| 물리 콘텐츠   | Rubber duck                     | 아니요           | 아니요                                        | 아니요         | 아니요       | 예                                            |
| 물리 콘텐츠   | Signature coin                  | 아니요           | 아니요                                        | 아니요         | 아니요       | 예                                            |

## 평가
히트맨 2는 리뷰 애그리게이터 메타크리틱에 따르면 대체적으로 긍정적인 평가를 받았다.

### 수상
이 게임은 National Academy of Video Game Trade Reviewers상에서 "컨트롤 디자인, 3D"(Control Design, 3D), 게임, "게임, 프랜차이즈 어드벤처"(Game, Franchise Adventure) 부문에 지명되었다.